# 庆尚南道
庆尚南道（：／ Gyeongsang-nam do */?）是位于朝鲜半岛东南的一个韩国行政道，面积10,537.32平方公里，人口約330万，首府位于昌原市。:309
伽倻文化是庆南地区重要的文化因素。金海是古伽倻国中心金官伽倻的故地。固城郡和泗川市是小伽倻国的故地。金海市保留有首露王陵等历史遗迹，并建有以伽倻国为主题的国立金海博物馆和大城洞古坟博物馆:312-313。金海市和固城郡每年分别举行“金海伽倻文化节”和“小伽倻文化祭”。壬辰倭乱时期，庆南地区是当时朝鲜重要的国防要地。庆尚南道每年举行“玉浦大捷纪念祭典”、“统营闲山大捷节”、“唐项浦大捷庆典”、“露梁海战胜捷祭”、“义兵祭典”、“晋州南江流灯节”等文化活动纪念李舜臣、郭再祐、金时敏等民族英雄。
庆尚南道和釜山广域市自古就是韩国南部的重要门户。20世纪70年代，在韩国政府发展重化工政策的扶植下，庆尚南道发展成为韩国的重化工基地，与蔚山广域市、釜山广域市一起构成韩国最重要的重化学工业带。:309
庆尚南道境内分布有闲丽海上国立公园、智异山国立公园、德裕山国立公园、伽倻山国立公园四座韩国国立公园:313。山清郡是韩国医圣許浚幼年成长之地，是传统韩医药草的本乡，被誉为“韩国传统医学的摇篮”。山清郡每年举行“山清韩方药草庆典”。2013年，山清郡成功举办了“世界传统医药博览会”。

## 历史

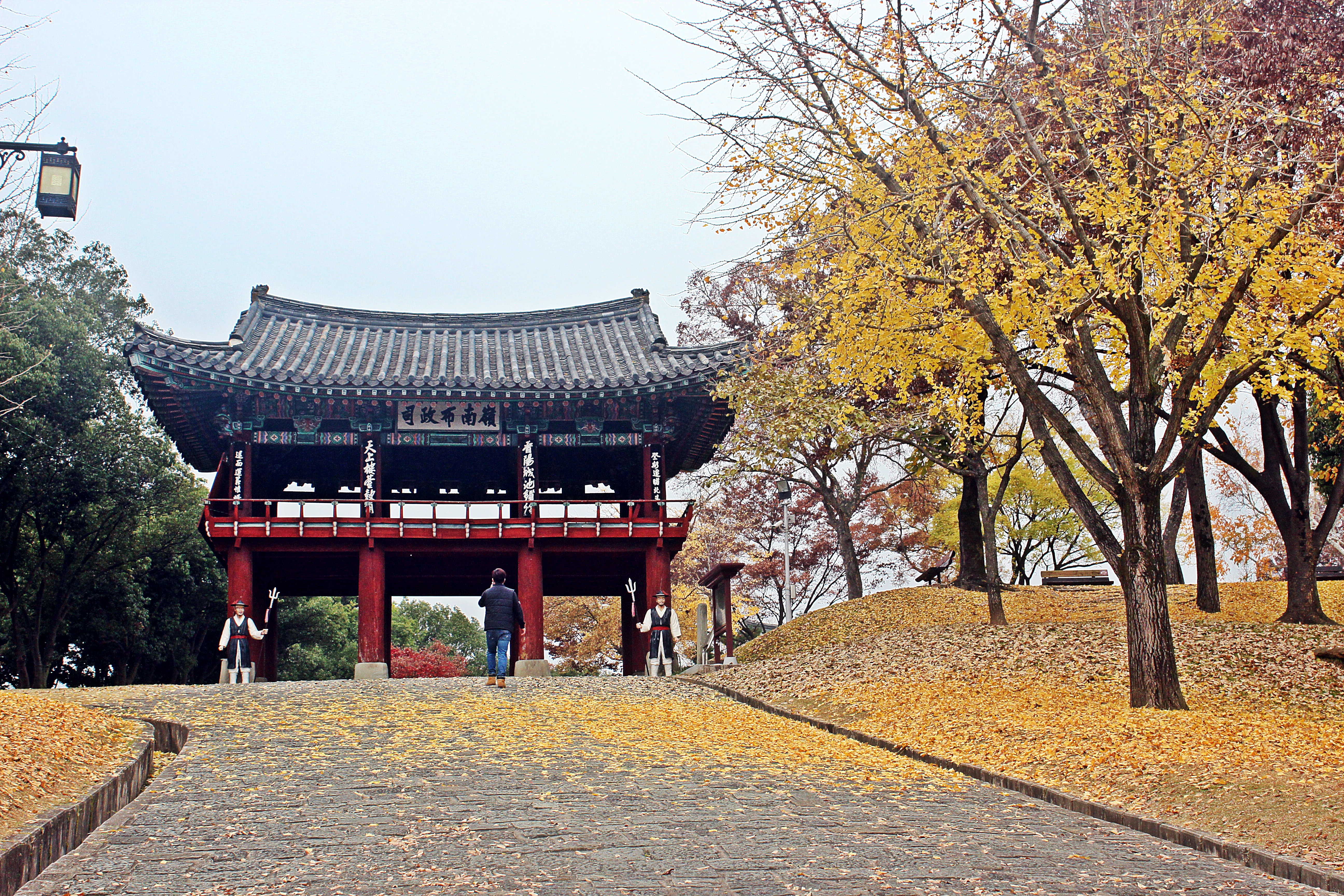
晋州古城

三韩时期，庆尚南道北部地区为辰韩之地，南部为弁韩之地，后成为伽倻的领地。公元562年（真兴王23年），庆南地区成为新罗领地:309。
995年（成宗14年），高丽将全国分为10个道，庆南地区隶属于岭东道和山阳道。公元1106年（睿宗元年）高丽将行政区划改为5个道时，庆南被划归为庆尚晋州道。1171年（明宗元年），庆南地区被分为庆尚州道和晋陕州道，后于1186年（明宗16年）重新合并为庆尚晋州道，1314年（忠肃王元年）改为为庆尚道。:309
1407年（太宗7年），庆尚道以洛东江为界分为左、右两道。洛东江以东为庆尚左道，以西为庆尚右道。1896年（高宗33年）朝鲜王朝实行十三道制后，庆尚道分为南北两道。庆尚南道道厅设在晋州。1925年道厅迁至釜山。1963年，釜山市与庆尚南道分离，升级为直辖市，但庆尚南道道厅仍留在釜山。1983年，道厅从釜山市迁至昌原市。1997年，蔚山市与庆尚南道分离，升级为广域市:309。目前，庆尚南道划分为8个市、10个郡。

## 地理

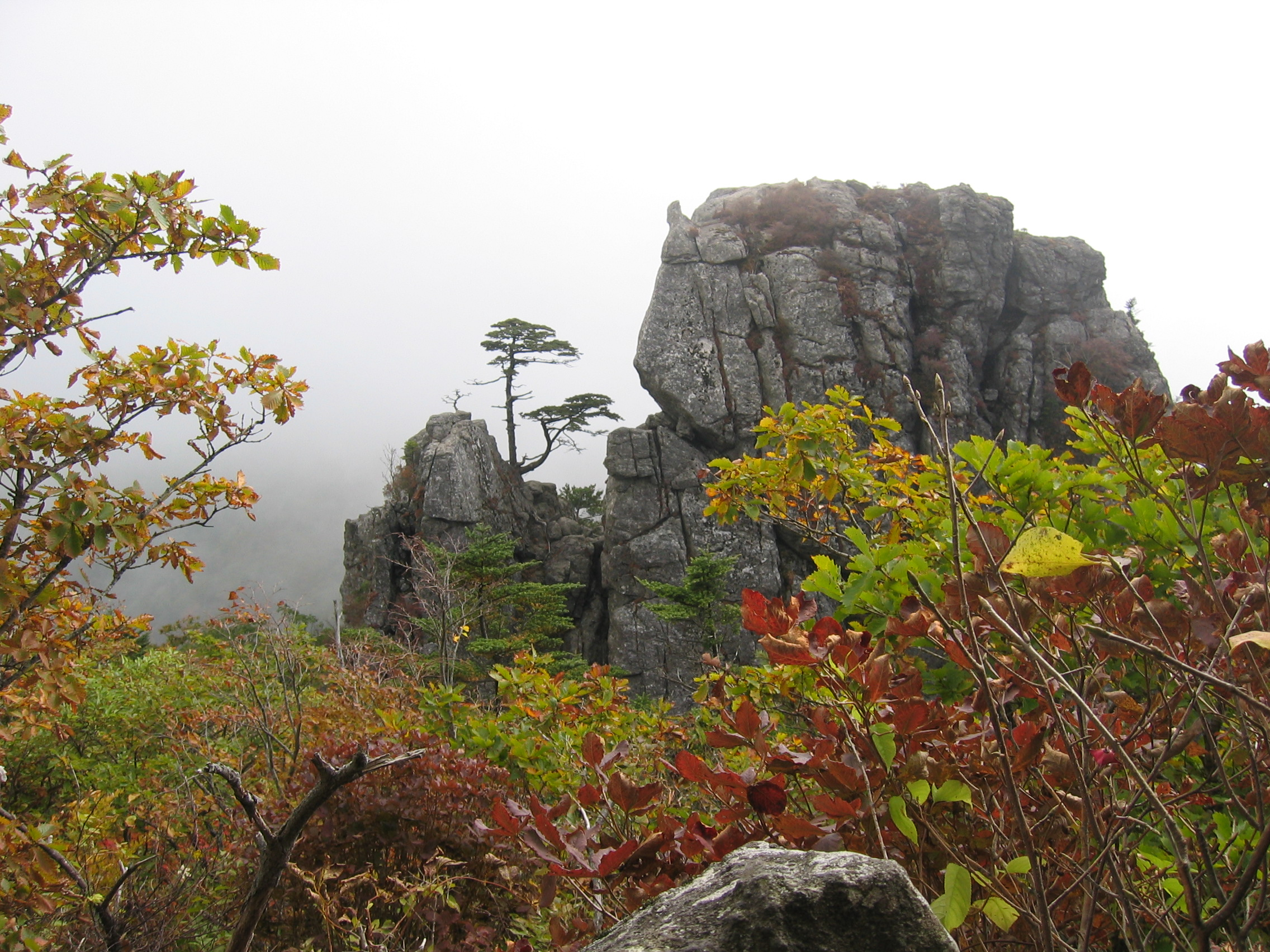
智异山国立公园

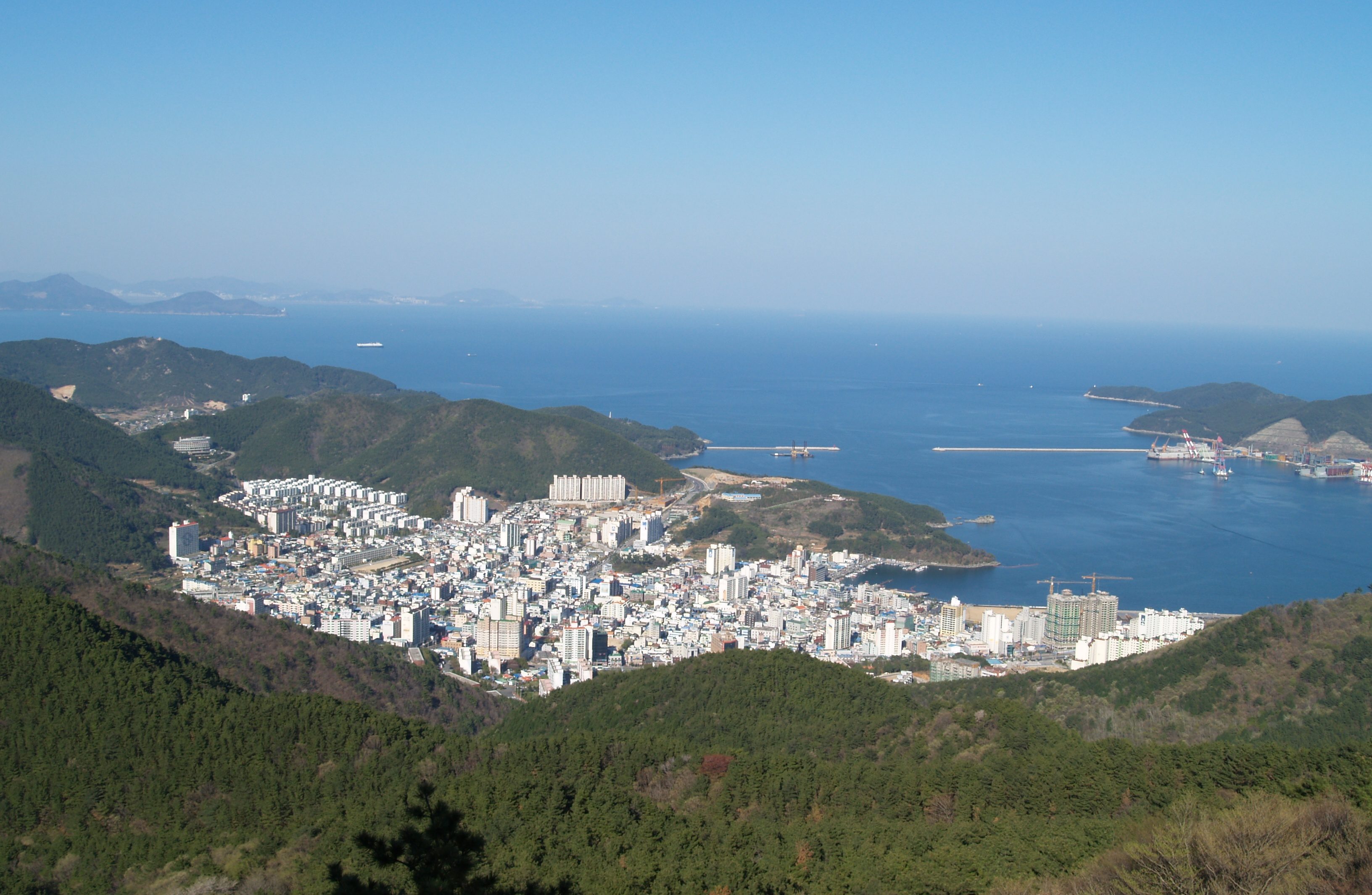
巨济市玉浦洞

庆尚南道位于朝鲜半岛东南，处在北纬34度29分到35度54分、东经127度34分到129度13分之间，南临南海，西与全罗南道和全罗北道，北与大邱广域市和庆尚北道，东与釜山广域市和蔚山广域市相连，面积10,537.32平方公里，占韩国总面积的10.51%，仅次于庆尚北道、江原道和全罗南道，人口超340万。:309
庆尚南道位于庆尚盆地南部，由以小白山脉为中心的西部山区和太白山脉末端的东部山区，以及洛东江沿岸的中央低地组成，南北距离约194公里，东西长约173公里。小白山脉形成与湖南地区的天然分界线，主要山峰有智异山（1915米）、德裕山（1508米）、伽倻山（1430米）等。东部的太白山脉余脉耸立着天皇山（1,189米）、神佛山（1,209米）等山峰。洛东江流淌在中央地区，与各支流汇合后，注入南海，在其流域形成广阔的冲积平原。其下游的三角洲平原是重要的粮仓地带。:309-310
从蔚山湾北边的东海岸到蟾津江河口处的南海岸的沿海地区，海岸线漫长，土地狭窄，分布有庆南的主要城市。南海海岸由小白山脉和太白山脉南部末端下沉形成，海岸线曲折，散布着大大小小421个岛屿。这里潮差较小，很利于建设港口。:309

### 气候
庆尚南道南临南海，北有高山阻挡冬天寒冷的西北风，因此气候温暖，海洋性明显。内陆地区年平均气温为12~13℃，1月和8月的平均气温分别为-0.5℃和25.1℃。沿海地区年平均气温14~15℃，1月和8月的平均气温分别为2.3℃和25.9℃。:310
庆南地区降水量很大，内陆地区降水量为1,200~1,500毫米，沿海地区1,400~1,800毫米。蟾津江下游河东地区是韩国降水量最大的地区。受季风影响，庆尚南道干湿季分明，台风灾害频繁。:310

## 行政区劃
庆尚南道行政區劃由8市（1個特例市、1個大都市、6個一般市）、10郡構成。

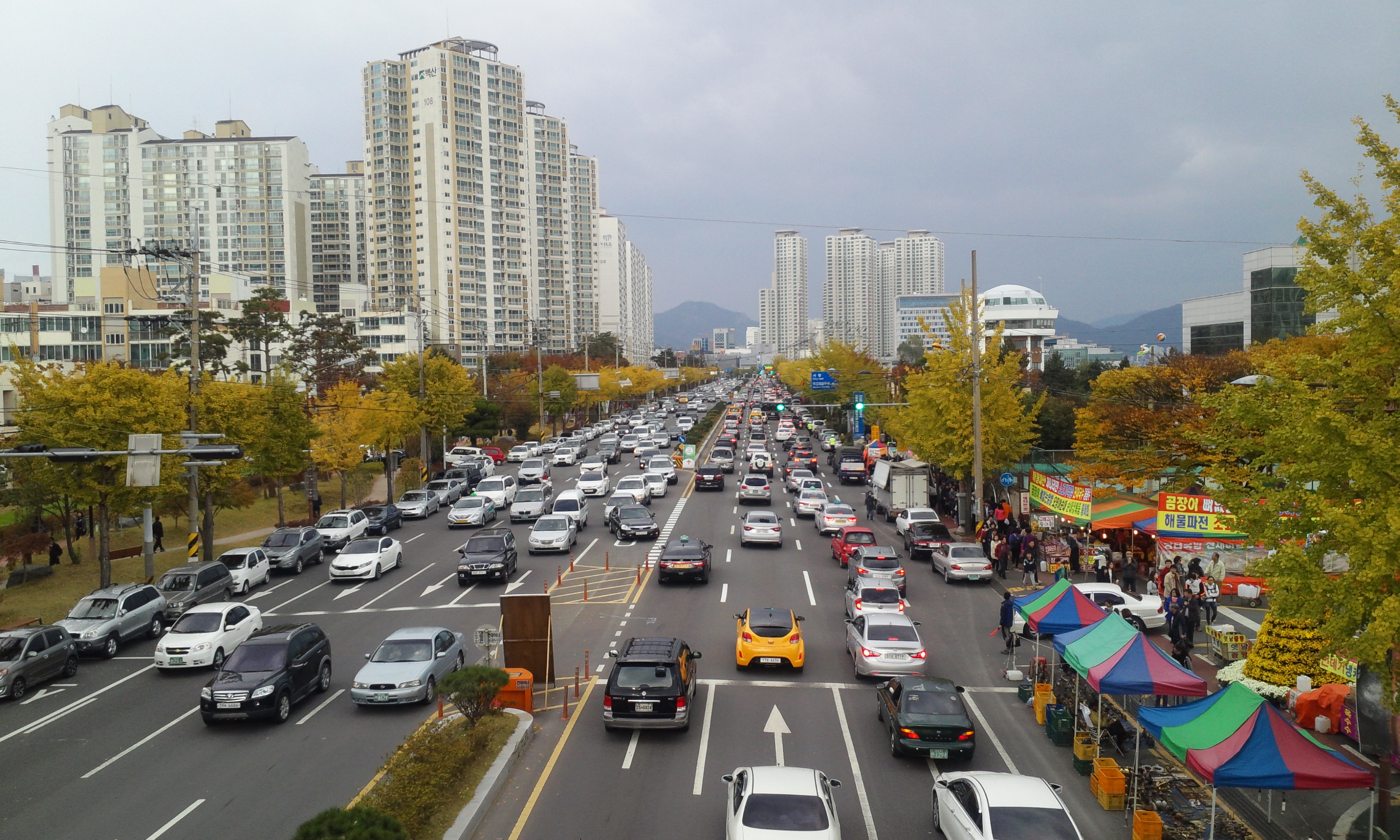
昌原市

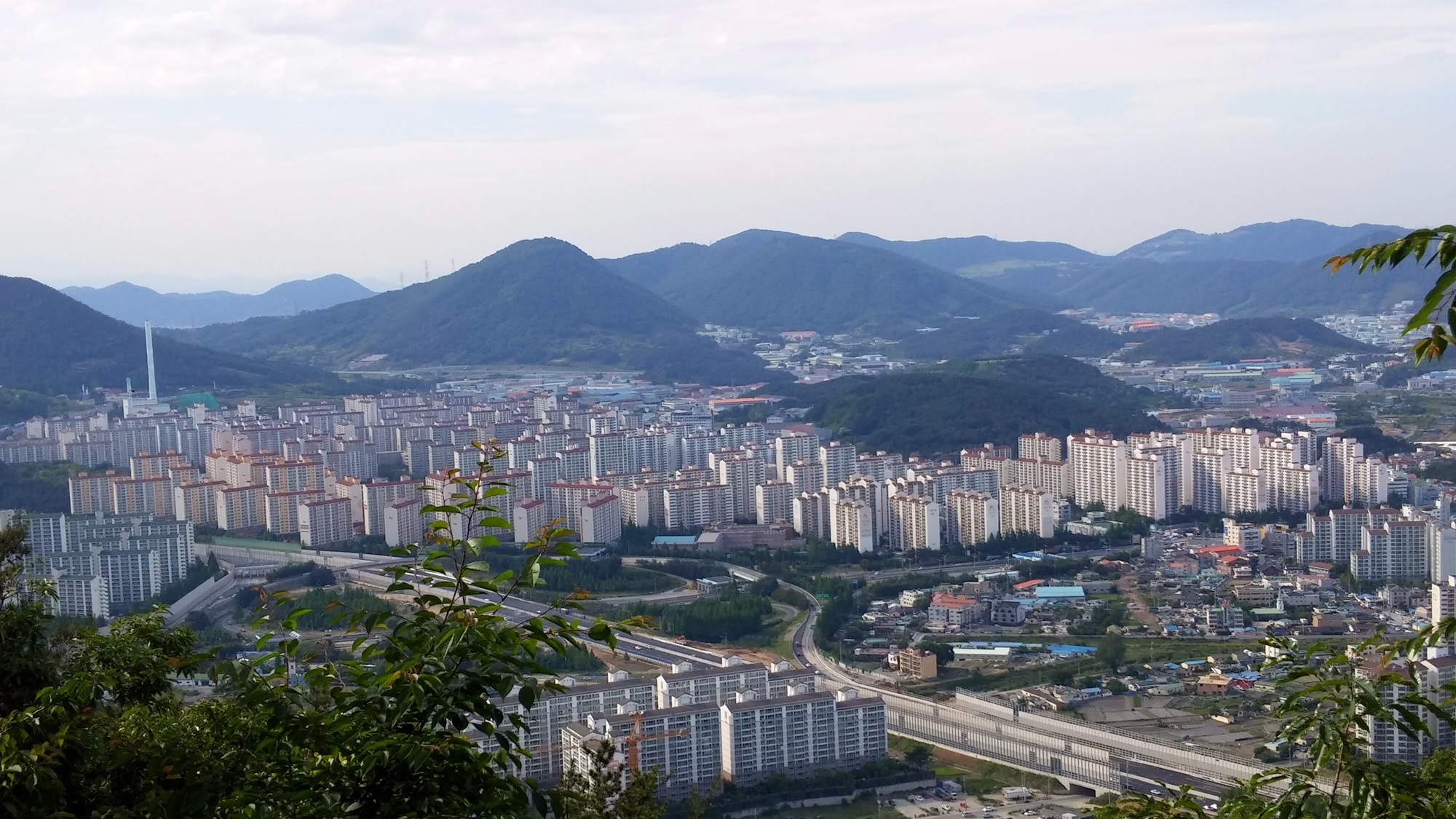
金海市

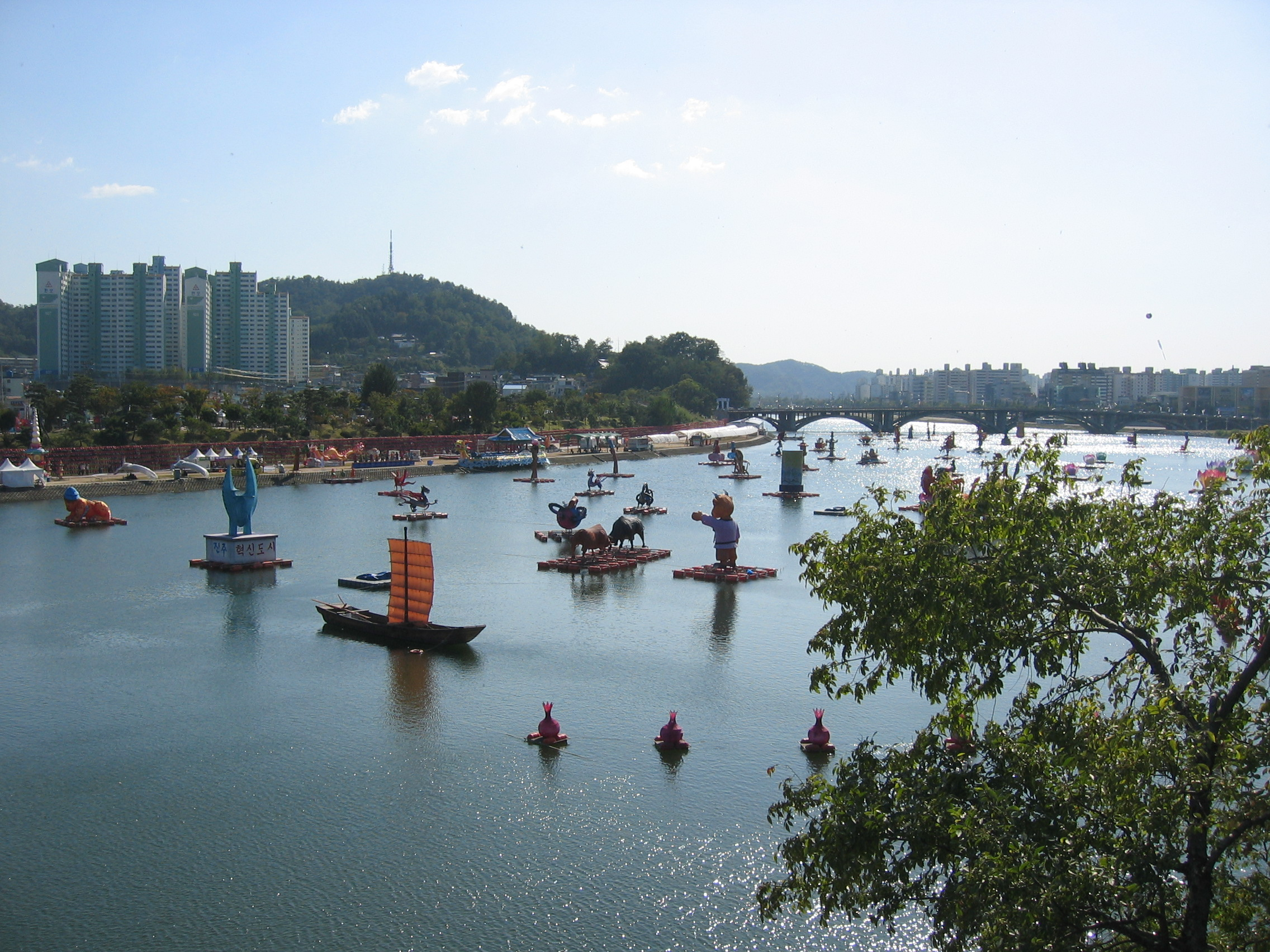
晉州市

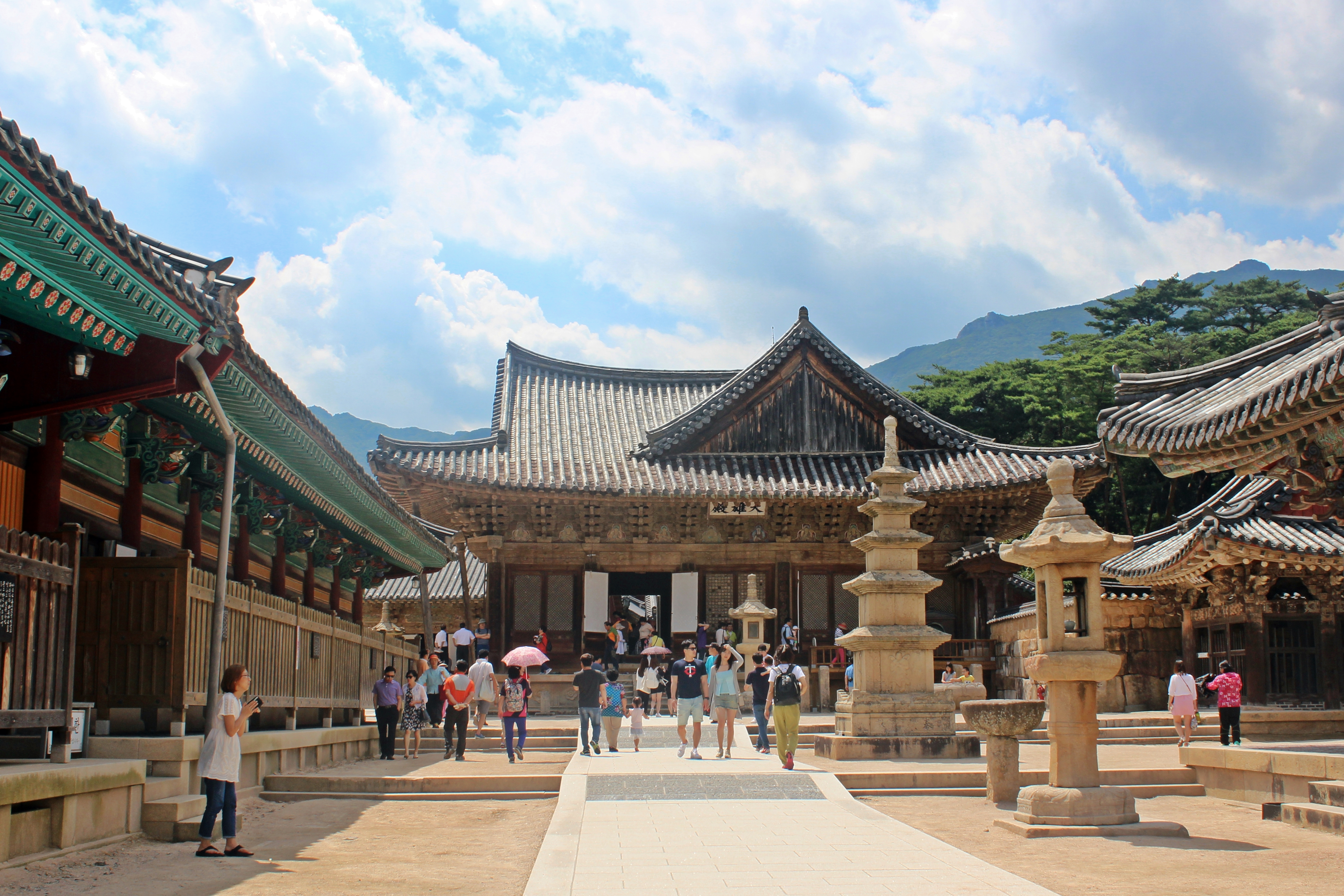
梁山市

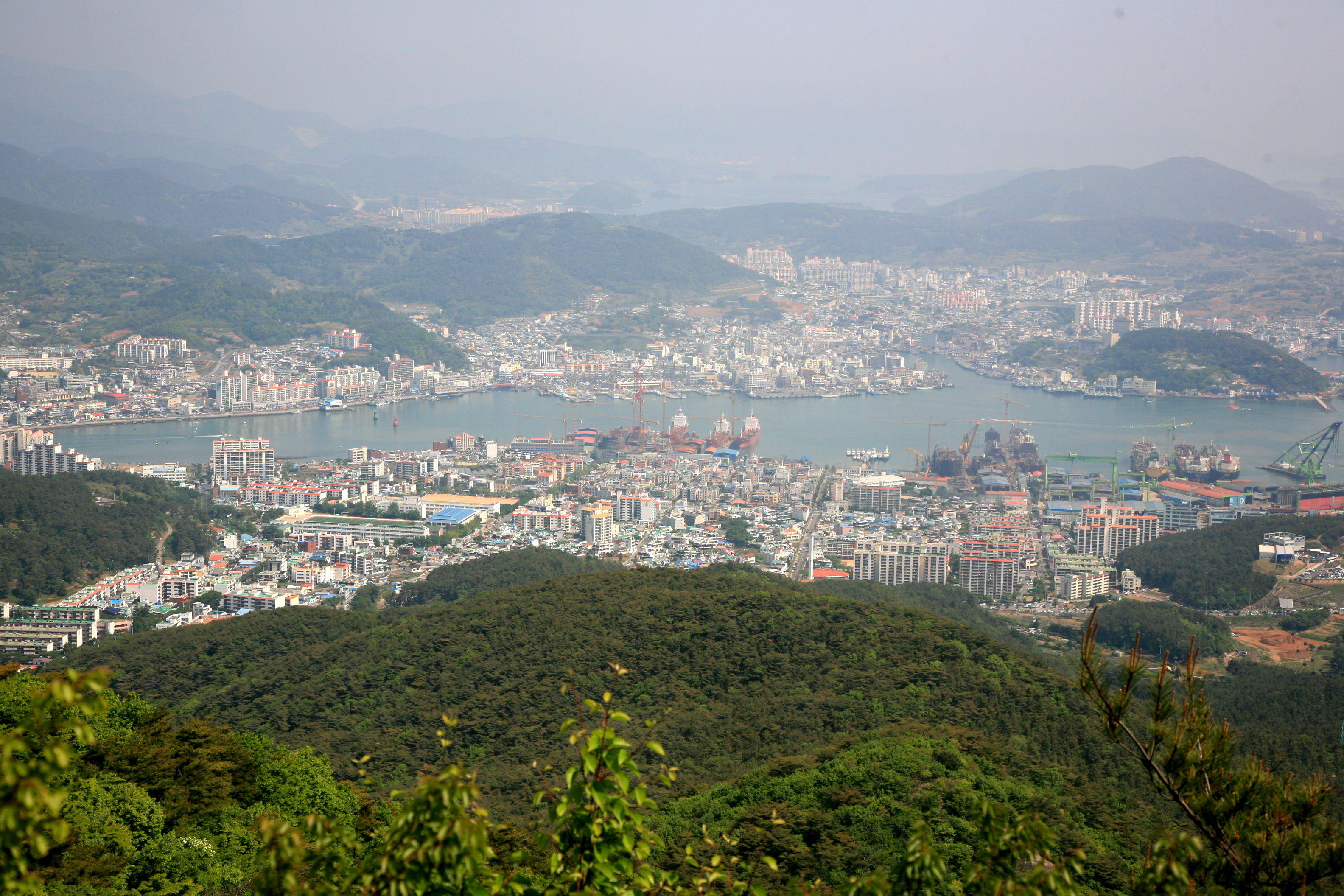
统营市

| 地图       | #          | 名称   | 韩文    | 人口（2025年2月） |
| ---------- | ---------- | ------ | ------- | ----------------- |
|            | — 特例市 — |        |         |                   |
| 1          | 昌原市     | 창원시 | 1019030 |                   |
| — 大都市 — |            |        |         |                   |
| 2          | 金海市     | 김해시 | 531188  |                   |
| — 市 —     |            |        |         |                   |
| 3          | 晋州市     | 진주시 | 338505  |                   |
| 4          | 梁山市     | 양산시 | 359984  |                   |
| 5          | 巨濟市     | 거제시 | 232095  |                   |
| 6          | 統營市     | 통영시 | 17944   |                   |
| 7          | 泗川市     | 사천시 | 108107  |                   |
| 8          | 密陽市     | 밀양시 | 100290  |                   |
| — 郡 —     |            |        |         |                   |
| 9          | 咸安郡     | 함안군 | 58599   |                   |
| 10         | 居昌郡     | 거창군 | 59452   |                   |
| 11         | 昌宁郡     | 창녕군 | 55797   |                   |
| 12         | 固城郡     | 고성군 | 47719   |                   |
| 13         | 南海郡     | 남해군 | 39598   |                   |
| 14         | 陕川郡     | 합천군 | 39938   |                   |
| 15         | 河东郡     | 하동군 | 40574   |                   |
| 16         | 咸陽郡     | 함양군 | 35895   |                   |
| 17         | 山清郡     | 산청군 | 33141   |                   |
| 18         | 宜宁郡     | 의령군 | 25000   |                   |

## 经济

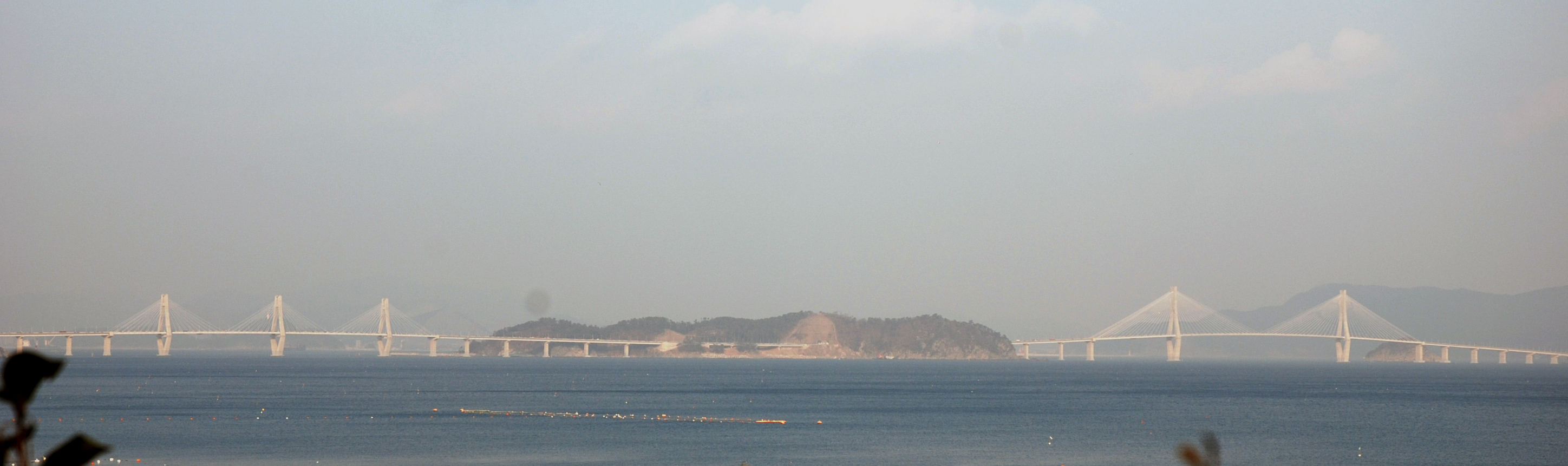
巨加跨海大桥

庆尚南道是韩国的主要粮仓之一，主要农产品有大米、大麦等粮食类作物和蔬果、花卉。大城市近郊，韩牛、奶牛、猪、鸡等家禽畜饲养业也很兴旺。欲知岛的柑橘、南海岛的柚子、巨济岛的枇杷等都是庆尚南道的特产。山清、居昌、咸阳等地是韩国第二大的养蚕地区。由于临近韩国东海、南海，渔业在庆尚南道是一个传统产业，主要渔港有三千浦、镇海、长承浦。不过由于工业的发展，渔业在其GDP的比重正逐渐下降。:310-311
20世纪70年代中期，东南沿海工业地带的建设使金属、造船、化学工业等重化工产业在庆南GDP的比重迅速增长。大型重化工企业在政府的支持下迅速发展，成为世界级的企业。各城市也发展了自己的优势产业，比如昌原的机械制造、晋州的农业机械、巨济的造船业，金海的纺织产业，统营、泗川的水产加工业等。此外，传统的木制工艺在晋州，螺钿漆器在统营，陶瓷器在密阳，韩纸在宜宁、晋州也很有名。:311

## 交通

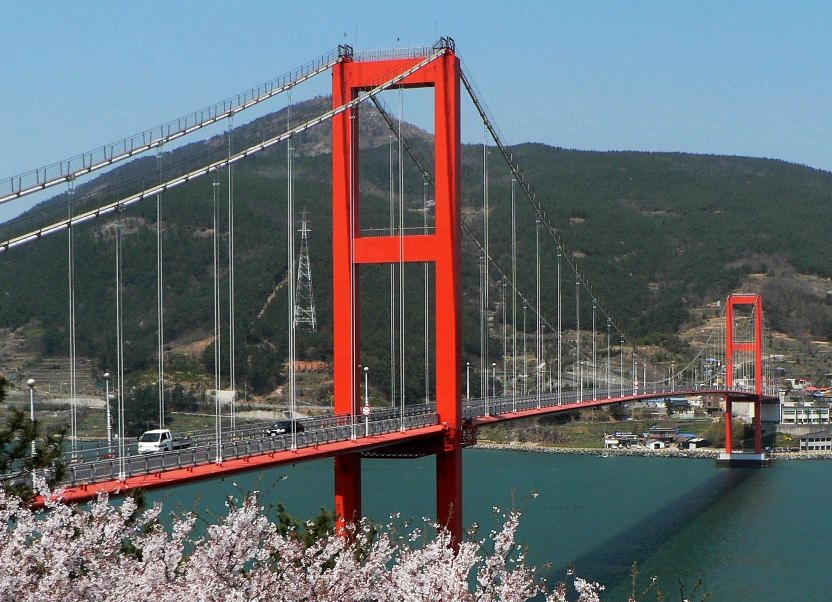
南海大桥

位于临近釜山广域市的金海国际机场是韩国的第二大机场。此外庆南泗川市还建有泗川机场。
东西走向的南海高速公路连接着釜山、金海、昌原、马山、晋州、泗川和全罗南道的光阳等东南沿海工业带的城市，是庆南重要的的主干产业公路。京釜高速公路、中央高速公路和中部内陆高速公路则是庆南重要的南北走向干道。88奥林匹克高速公路的开通使位于西部偏僻山区的居昌郡和咸阳郡与外部的交流变得非常方便。巨济岛和南海岛通过巨加跨海大桥和 南海大桥与陆地相连。:311
庆尚南道的铁路线主要有京釜线、庆全线等。:311

## 文化

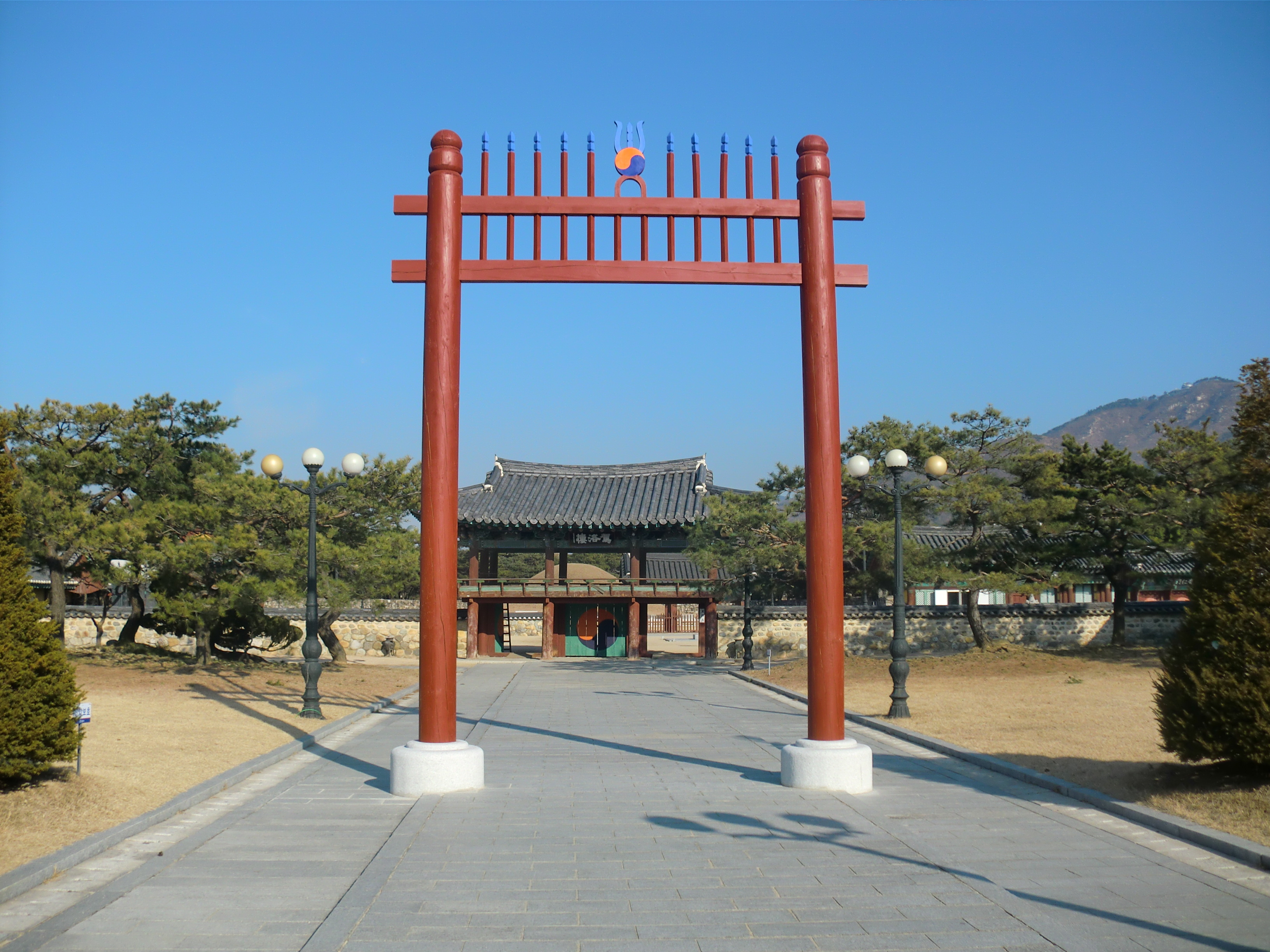
金首露王陵历史遗迹

庆尚南道自古就是韩国的门户，与日本等国家的交流活跃，也是壬辰倭乱期间重要的国防要地。庆尚南道海域是昔日李舜臣朝鲜水军抵抗日寇入侵的海战战场。庆南地区每年举行“玉浦大捷纪念祭典”、“统营闲山大捷节”、“唐项浦大捷庆典”、“露梁海战胜捷祭”纪念李舜臣将军和他领导的玉浦海战、闲山岛海战、唐浦海战、露梁海战。此外，庆尚南道每年还举办“义兵祭典”，纪念壬辰倭乱期间以郭再祐将军为首的抗日义兵。另外，庆尚南道每年还举办纪念金时敏将军的“晋州南江流灯节”。

### 伽倻文化
金海地区是古伽倻国中心金官伽倻的故地，保留有首露王陵等历史遗迹，建有国立金海博物馆、大城洞古坟博物馆两座以伽倻国为主题的博物馆。固城郡和泗川市是小伽倻国的故地。伽倻文化是庆南地区重要的文化源泉:312-313。金海市每年举行“金海伽倻文化节”，固城郡每年举行“小伽倻文化祭”。

### 博物馆

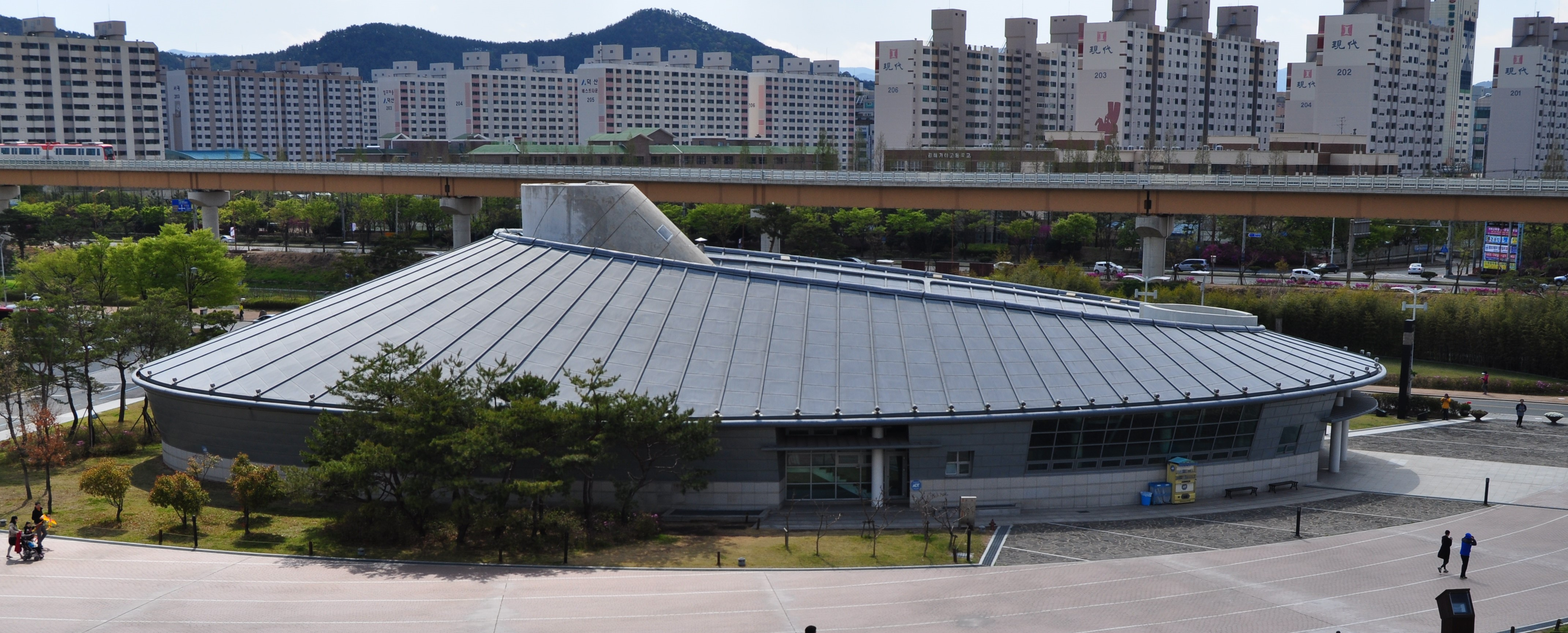
位于金海市的大城洞古坟博物馆

成立于1984年的国立晋州博物馆坐落在韩国第118号遗址晋州古城内。建馆之初，该馆是一个以伽倻文化为主的博物馆。由于晋州城是壬辰倭乱三捷遗址，该馆于1998年改建成以壬辰倭乱为主题的历史博物馆重新开馆。新馆主体建筑由韩国建筑家金寿根设计，是座模仿韩国传统木雕塔的石雕建筑。
国立金海博物馆是庆尚南道的第二座国家博物馆。传说金海市龟旨峰山脚是伽倻国的发源地。1998年7月29日，韩国在此建立国立金海博物馆，展示伽倻国以及釜山、庆南地区史前文物，是一座富有特色的考古学专门博物馆。
庆尚南道的博物馆还有庆尚南道道立美术馆、马山博物馆、文信美术馆、镇海市立博物馆、大城洞古坟博物馆、金海天文台、密阳市立博物馆、宜宁博物馆、咸安博物馆、昌宁博物馆、固城恐龙博物馆、固城假面博物馆、居昌博物馆、陕川博物馆等博物馆等。

### 韩医文化
智异山有着丰富的韩药资源。山清郡是韩国医圣許浚幼年成长之地，是传统韩医药草的本乡，被誉为“韩国传统医学的摇篮”。山清郡每年举行“山清韩方药草庆典”。2013年，山清郡成功举办了“世界传统医药博览会”。

### 公园

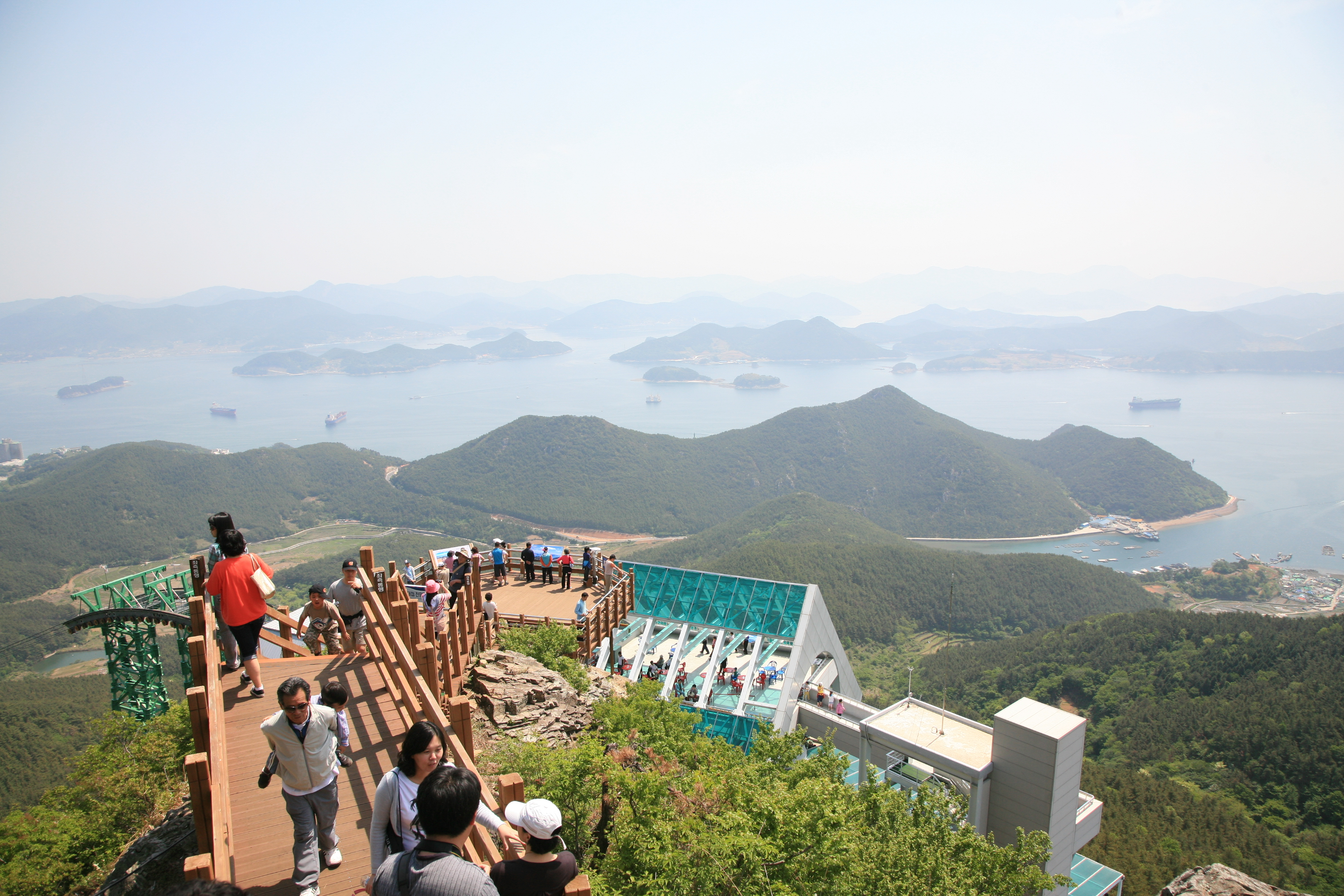
闲丽海上国立公园统营闲山区风景

智异山国立公园是韩国首个，也是规模最大的国立公园。智异山与金刚山、漢拏山并称三大神山或三仙山。智异山有老姑坛云海、稗牙谷枫叶、般若峰夕照、碎石杜鹃花、佛日瀑布、碧沼岭明月、烟霞峰仙景、天皇峰日出、蟾津江清流、七仙溪谷，共十景。山上还完整保留有7处韩国国宝，25处宝物，16处地方文化遗产等。:313

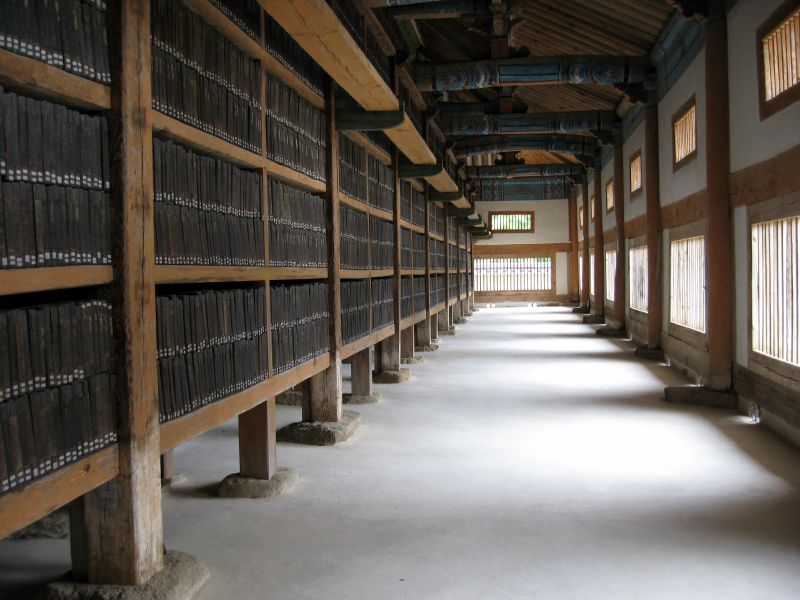
世界文化遗产《高丽大藏经》

德裕山国立公园是岭南地区和湖南地区的分界线，也是锦江和向洛东江的发源地。德裕山上保留有高丽将军崔莹所建的赤裳山城和城内的安国寺、护国寺遗址，以及白莲寺，松溪寺等古刹。:314
闲丽海上国立公园是韩国首座海上国家公园，有巨济海金刚区、统营闲山区、三千浦区、南海大桥区、尚州锦山区、丽水相桐岛区六个部分，每年接待游客数量超100万。这里也是壬辰倭乱时期李舜臣抵御日寇侵略的战场，保留有闲山岛制胜堂、忠烈祠、三道水军统制营等诸多历史遗迹。:301
伽倻山国立公园自古被称为海东十大圣地朝鲜八景之一，是韩国佛教圣地，山内的海印寺是韩国三大寺庙之一。海印寺内藏的《高丽大藏经》是联合国教科文组织世界记录遗产。海印寺的藏经阁为联合国教科文组织世界文化遗产。:315

### 教育

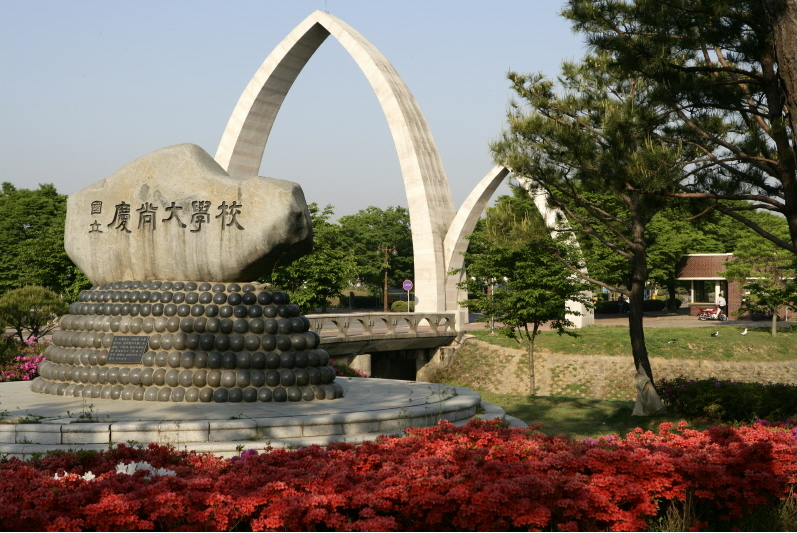
慶尚國立大學

庆尚南道的主要高等院校有慶尚國立大學、仁濟大學、韩国海军士官学校、慶南大學、昌原大學等。

## 体育
庆尚南道的主要职业球队有K联赛FC庆南，主场在昌原市。
此外，庆南地区还有韓國籃球聯賽昌原LG猎隼，韓國棒球委員會NC恐龍。

## 友好省份
庆尚南道与以下11个国家的地区自治团体建立了友好省份关系：
| - 日本 山口县（1987年） - 美国 马里兰州（1991年） - 中华人民共和国 山東省（1993年） - 印度尼西亞 东爪哇省（1996年） - 越南 同奈省（1996年） - 俄羅斯 哈巴罗夫斯克边疆区（1996年） | - 墨西哥 哈利斯科州（1997年） - 菲律賓 内湖省（1997年） - 波蘭 滨海省（1997年） - 匈牙利 费耶尔州（1997年） - 中华人民共和国 西藏自治区（2016年） |